# Extra! Extra!
Extra! Extra! var ett svenskt TV-program som sändes på TV3 2006–2012. Programmet producerades av Jarowskij och leddes av Måns Möller. 2011 togs rollen som programledare över av komikern och radioprofilen Jesper Rönndahl. Två lag bestående av två komiker och en kändis tävlade i att besvara frågor om nöjen och kändisar. 
Från och med säsong 2 innehöll de båda lagen varsin lagkapten: Henrik Dorsin och Felix Herngren. Säsong 3 ersattes Herngren av Thomas Järvheden. Säsong 4 ersattes Dorsin av David Batra.

## Avsnittsinformation

### Säsong 1
| Nr | Totalt | Titel    | Lag 1                                                       | Lag 2                                                  | Sändningsdatum | Antal tittare |
| -- | ------ | -------- | ----------------------------------------------------------- | ------------------------------------------------------ | -------------- | ------------- |
| 1  | 1      | "S01E01" | Josefine Sundström • Tova Magnusson Norling • Henrik Dorsin | Pernilla Wahlgren • Robin Paulsson • Thomas Järvheden  | 1 mars 2006    | 400 000       |
| 2  | 2      | "S01E02" | Gry Forssell • Thomas Järvheden • Per Andersson             | Daniel Nyhlén • Magnus Betnér • Lisa Egnell            | 8 mars 2006    | 243 000       |
| 3  | 3      | "S01E03" | Runar Sögaard • Robin Paulsson • Pia Johansson              | Emma Wiklund • Magnus Betnér • Mårten Andersson        | 15 mars 2006   | 287 000       |
| 4  | 4      | "S01E04" | Josefin Crafoord • Klara Zimmergren • Mia Skäringer         | Melker Andersson • David Batra • Johan Glans           | 22 mars 2006   | 261 000       |
| 5  | 5      | "S01E05" | Dogge Doggelito • Pia Johansson • Henrik Dorsin             | Linda Bengtzing • Robin Paulsson • Mårten Andersson    | 29 mars 2006   | 284 000       |
| 6  | 6      | "S01E06" | Denise Lopez • Lisa Egnell • Henrik Dorsin                  | Måns Zelmerlöw • Robin Paulsson • Thomas Järvheden     | 5 april 2006   | 315 000       |
| 7  | 7      | "S01E07" | Malin Hallberg • Thomas Järvheden • Tova Magnusson Norling  | Jessica Andersson • David Batra • Johan Glans          | 12 april 2006  | 327 000       |
| 8  | 8      | "S01E08" | Olinda Borggren • Sofia Bach • Per Andersson                | Linda Rosing • Johan Glans • David Batra               | 19 april 2006  | 279 000       |
| 9  | 9      | "S01E09" | Annika Jankell • Henrik Dorsin • Mårten Andersson           | Tomas Hanzon • Tova Magnusson Norling • Felix Herngren | 3 maj 2006     | 262 000       |
| 10 | 10     | "S01E10" | Ernst Billgren • Henrik Dorsin • Babben Larsson             | Therese Alshammar • David Batra • Johan Glans          | 6 maj 2006     | 106 000       |

### Säsong 2
| Nr | Totalt | Titel                  | Lag 1                                                     | Lag 2                                                    | Sändningsdatum    | Antal tittare |
| -- | ------ | ---------------------- | --------------------------------------------------------- | -------------------------------------------------------- | ----------------- | ------------- |
| 1  | 11     | "S02E01"               | Göran Hägglund • Thomas Järvheden • Henrik Dorsin         | Bert Karlsson • Pia Johansson • Felix Herngren           | 16 september 2006 | 191 000       |
| 2  | 12     | "S02E02"               | Bingo Rimér • Sofia Bach • Henrik Dorsin                  | Veronica Maggio • Kristoffer Appelquist • Felix Herngren | 23 september 2006 | 132 000       |
| 3  | 13     | "S02E03"               | Per Morberg • Sofia Bach • Henrik Dorsin                  | Ingela Forsman • Kristoffer Appelquist • Felix Herngren  | 30 september 2006 | 387 000       |
| 4  | 14     | "S02E04"               | Magnus Bäcklund • David Batra • Henrik Dorsin             | Yvonne Ryding • Mårten Andersson • Felix Herngren        | 7 oktober 2006    | 396 000       |
| 5  | 15     | "S02E05"               | Denise Rudberg • Thomas Järvheden • Henrik Dorsin         | Henrik Johnsson • David Batra • Felix Herngren           | 14 oktober 2006   | 333 000       |
| 6  | 16     | "S02E06"               | Alex Schulman • Ulf Kvensler • Henrik Dorsin              | Kajsa Ingemarsson • Pia Johansson • Felix Herngren       | 21 oktober 2006   | 272 000       |
| 7  | 17     | "S02E07"               | Tore Kullgren • Magdalena In de Betou • Henrik Dorsin     | Anders Ekborg • Pia Johansson • Felix Herngren           | 28 oktober 2006   | 345 000       |
| 8  | 18     | "S02E08"               | Peder Lamm • Sofia Bach • Henrik Dorsin                   | Mona Seilitz • David Batra • Johan Glans                 | 4 november 2006   | 250 000       |
| 9  | 19     | "S02E09"               | Carl Jan Granqvist • Mårten Andersson • Henrik Dorsin     | Hans Wiklund • Petra Mede • Felix Herngren               | 11 november 2006  | 472 000       |
| 10 | 20     | "S02E10"               | Lasse Anrell • Robin Paulsson • Henrik Dorsin             | Musse Hasselvall • Mia Skäringer • David Batra           | 18 november 2006  | 369 000       |
| 11 | 21     | "S02E11"               | Viktoria Tolstoy • Thomas Järvheden • Henrik Dorsin       | Stefan Sauk • Mia Skäringer • Felix Herngren             | 25 november 2006  | 414 000       |
| 12 | 22     | "S02E12"               | Frida Boisen • Robin Paulsson • Henrik Dorsin             | Peter Swartling • Pia Johansson • Felix Herngren         | 2 december 2006   | 320 000       |
| 13 | 23     | "S02E13"               | Janne "Loffe" Carlsson • Mårten Andersson • Henrik Dorsin | Olle Palmlöf • Tova Magnusson Norling • Felix Herngren   | 9 december 2006   | 384 000       |
| 14 | 24     | "Best of Extra Extra!" | Klipp med det bästa från de två första säsongerna.        |                                                          | 16 december 2006  | 279 000       |

### Säsong 3
10 avsnitt våren 2007

### Säsong 4
10 avsnitt hösten 2007

### Säsong 5
9 avsnitt våren 2008

### Säsong 6
10 avsnitt hösten 2008

### Säsong 7
10 avsnitt hösten 2011

### Säsong 8
12 avsnitt våren 2012